# تايلور شيلينغ
تايلور شيلينغ (بالإنجليزية: Taylor Schilling)‏ وهي ممثلة أمريكية ولدت في يوم 27 يوليو 1984 في مدينة بوسطن ماساتشوستس الولايات المتحدة مثلت في مسلسل رحمة وفي فلم Atlas Shrugged: Part I حيث قامت بدور البطولة فيه. و بطلة المسلسل البرتقالي هو الاسود الجديد.

## وصلات خارجية
- تايلور شيلينغ على موقع IMDb (الإنجليزية)
- تايلور شيلينغ على موقع روتن توميتوز (الإنجليزية)
- تايلور شيلينغ على موقع ألو سيني (الفرنسية)
- تايلور شيلينغ على موقع تيرنر كلاسيك موفيز (الإنجليزية)
- تايلور شيلينغ على موقع أول موفي (الإنجليزية)
- تايلور شيلينغ على موقع بوكس أوفيس موجو (الإنجليزية)
- تايلور شيلينغ على موقع قاعدة بيانات الأفلام السويدية (السويدية)
- تايلور شيلينغ على موقع إن إن دي بي (الإنجليزية)
- تايلور شيلينغ على موقع قاعدة بيانات الفيلم (الإنجليزية)
- تايلور شيلينغ على موقع كينوبويسك (الروسية)

- تايلور شيلينغ على قاعدة بيانات الأفلام على الإنترنت
- تايلور شيلينغ على تويتر